# Mittelschneppen

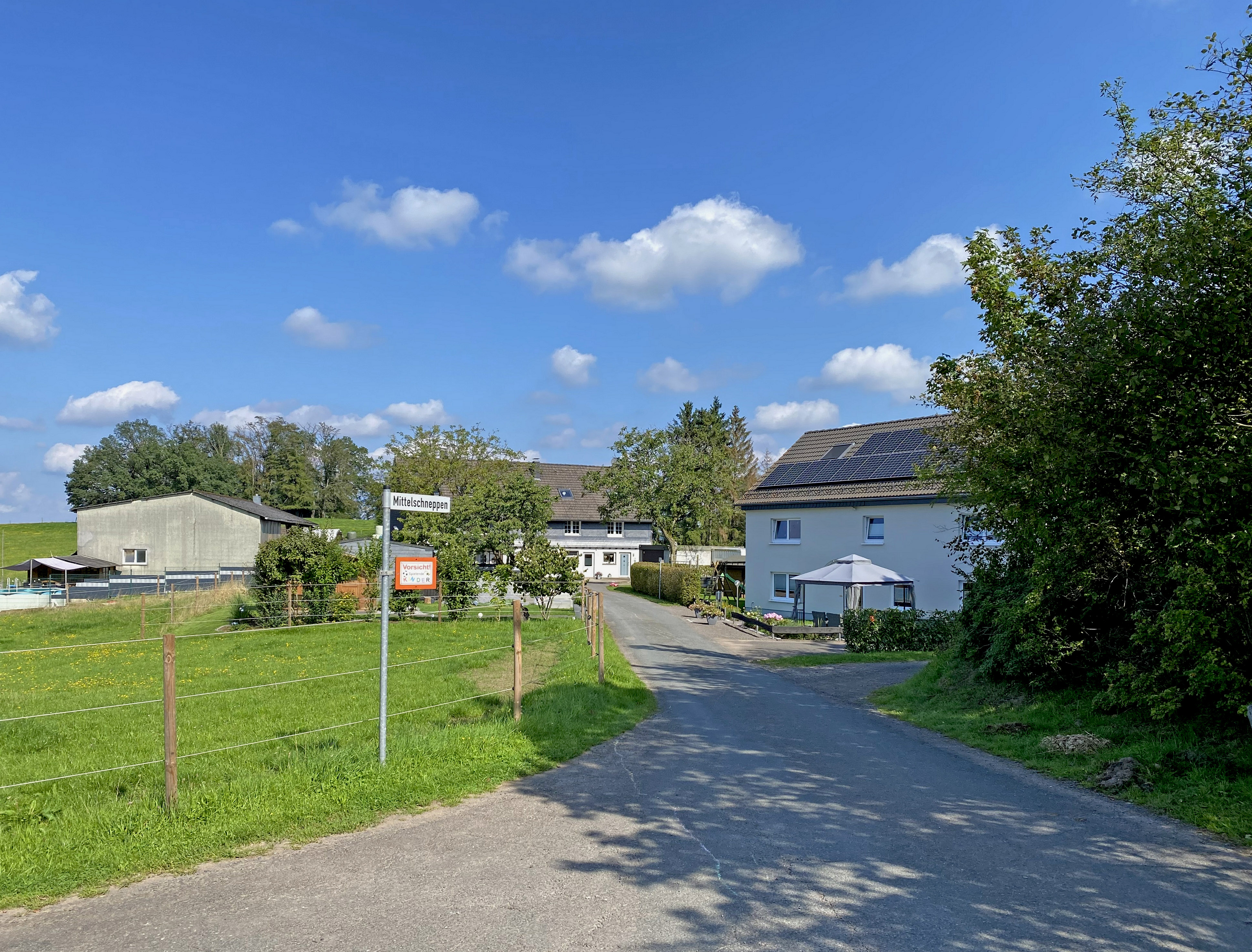
Hofschaft Mittelschneppen

Mittelschneppen ist eine Ortschaft in der Gemeinde Wipperfürth im Oberbergischen Kreis im Regierungsbezirk Köln in Nordrhein-Westfalen (Deutschland).

## Lage und Beschreibung
Der Ort liegt im Südwesten der Stadt Wipperfürth nahe der Bundesstraße 506, die im Mittelalter ein bedeutender Heerweg zwischen Köln und Soest war. Der Ort liegt an der Wasserscheide zwischen der Großen Dhünn und der Kürtener Sülz. Nördlich der Ortschaft entspringt der in den Mausbach mündende Katzemigssiefen. Nachbarorte sind Oberschneppen, Fahlenbock, Kofeln und Lieth.
Der Ort gehört zum Gemeindewahlbezirk 160 und damit zum Wahlbezirk Wipperfeld.

## Geschichte
1548 wird der Ort erstmals unter der Bezeichnung „Sneppe“ in den Listen der bergischen Spann- und Schüppendienste genannt. Die Karte Topographia Ducatus Montani aus dem Jahre 1715 zeigt die Ortschaften Ober- und Mittelschneppen unter der gemeinsamen Ortsbezeichnung „Schnep“ mit jeweils drei Höfen. Aus der Charte des Herzogthums Berg von Carl Friedrich von Wiebeking von 1789 geht hervor, dass Schneppen Titularort der Honschaft Schneppen im Kirchspiel Wipperfeld war. Die Topographische Aufnahme der Rheinlande von 1824 zeigt auf umgrenztem Hofraum unter dem Namen „Mittel Schneppe“ fünf getrennt voneinander liegende Grundrisse. Ab der Preußischen Uraufnahme von 1844 wird die Ortsbezeichnung Mittelschneppen verwendet.
Aus dem Jahre 1935 stammt ein im Ortsbereich stehendes Wegekreuz aus Granit.

## Busverbindungen
Über die im Nachbarort gelegene Haltestelle Fahlenbock der Linie 427 (VRS/OVAG) ist Mittelschneppen an den öffentlichen Personennahverkehr angebunden.